# Juventud sin barreras
Juventud sin barreras es una película de Argentina filmada en Eastmancolor dirigida por Ricardo Montes, cuyo nombre real es Juan Bautista Maggipinto, según su propio guion que se estrenó el 13 de diciembre de 1979 y tuvo como actores principales a Liliana Poggio, Elizabeth Killian, Luis Dávila, Ricardo Darín, Susana Traverso,  Alfredo Iglesias y Marina Magali.

## Sinopsis
Un grupo de jóvenes dedicados sólo a divertirse cambia su vida cuando un muchacho se incapacita y el padre de otro enferma gravemente.

## Reparto
Participaron del filme los siguientes intérpretes:
- Liliana Poggio
- Christian
- Elizabeth Killian
- Luis Dávila
- Ricardo Darín
- Susana Traverso
- Alfredo Iglesias
- Marina Magali
- Diego Varzi
- Norma López Monet
- Gustavo Rey
- Graciela Dufau
- Nino Udine
- Mario Lozano
- Mario Savino
- Héctor Gancé
- Cecilia Labourt
- Alberto Graber

## Comentarios
Ángel Faretta en Convicción escribió:

«Las mayores barreras son las de la falsedad.»

S. en El Cronista Comercial dijo:

«Sin barreras, ni necesidad de moralejas…Es inadmisible la pobreza del tema.»

P.A. en Confirmado escribió:

«…de todas las películas malas que hizo el cine argentino, esta debe ser la peor….Hay un montón de jóvenes, todos en la edad del pavo, que se la pasan bailando en boliches con luz estroboscópica. Los padres desesperados no saben cómo arrancarlos de esa vida de perdición. Y mientras tanto intercambian agudísimas reflexiones.»